# Тесо
Тесо (или итесо) — один из народов группы нилотов, проживающий, в основном, на территории Уганды и Кении. Также имеются небольшие поселения в Судане. По некоторым данным общая численность населения составляет 1,98 млн человек. Говорят на диалектах тесо (ньянгея, ором, локатан) (Балезин 1999: 217). По переписи 2002 года в Уганде было зафиксировано 1 568 763 итесо.

## Традиционные занятия
Традиционные занятия народов тесо — это ручное земледелие (сорго, элевсина, хлопок, батат), резьба по дереву и скотоводство (Балезин 1999: 217).

## Жилище
Поселение народа тесо называется крааль. Крааль — это зона, окружённая шлемовидными хижинами с крышей из связок травы (Чулов 2001: 145).

## Традиционная одежда
Традиционная одежда тесо — это пояс из кожи с многочисленными украшениями из раковин и меди. Обычно представители народа тесо удлиняли два нижних передних зуба. Женщины украшают себя замысловатыми татуировками (Балезин 1999: 217).

## Традиционная пища
Традиционная пища — растительная, мясо редко употребляется в пищу (Тихонов 1981: 23).

## Семейная организация
Родовая организация и возрастные классы — традиционное социальное деление представителей народа тесо. Характерна большая, патриархальная, полигинная, патрилинейная семья (Балезин 1999: 218).

## Вероисповедание
Представители народа тесо придерживаются традиционных верований, часть из них — христиане (Ольдерогге, Потехин 1954: 203).